# Campllong
Campllong (em catalão e oficialmente) ou Camplloch (em castelhano) é um município da Espanha na comarca de Gironès, província de Girona, comunidade autónoma da Catalunha. Tem 8,65 km² de área e em 2021 tinha 533 habitantes (densidade: 61,6 hab./km²).

## Demografia
| Variação demográfica do município entre 1991 e 2004 | Variação demográfica do município entre 1991 e 2004 | Variação demográfica do município entre 1991 e 2004 | Variação demográfica do município entre 1991 e 2004 |
| --------------------------------------------------- | --------------------------------------------------- | --------------------------------------------------- | --------------------------------------------------- |
| 1991                                                | 1996                                                | 2001                                                | 2004                                                |
| 262                                                 | 280                                                 | 311                                                 | 352                                                 |